# تشارلز سذرلاند إلتون
تشارلز سذرلاند إلتون (بالإنجليزية: Charles Sutherland Elton)‏ (29 مارس 1900 - 1 مايو 1991) عالم أحياء إنجليزي ولد في مدينة ليفربول، وتخرج من جامعة أكسفورد عام 1922، وعمل فيها إلى أن تقاعد عام 1967. اشتهر إلتون بلقب رائد علم البيئة، لجهوده في دراسة علاقة الأحياء ببيئتها وعلاقة بعضها ببعض.

## أبحاثه
أدرك إلتون أن الحيوانات والنباتات لها متطلباتها الغذائية الخاصة، مما دعاه إلى تطوير مفهوم البيئة الملائمة، والذي ينص على أن كل نوع من أنواع الكائنات الحية له وظيفة خاصة ومكان خاص داخل بيئته، فأشار إلى الحاجة إلى الكثير من النباتات الخضراء لتأمين غذاء القليل من آكلات الأعشاب، والتي تقوم بدورها بتأمين غذاء عدد أقل من آكلات اللحوم. أطلق إلتون على هذا الترتيب اسم الهرم الغذائي. كما وضع إلتون كتابين في علم البيئة، علم بيئة الحيوان (1927)، ونمط تجمعات الحيوانات (1966).

## روابط خارجية
- تشارلز سذرلاند إلتون على موقع الموسوعة البريطانية (الإنجليزية)
- تشارلز سذرلاند إلتون على موقع إن إن دي بي (الإنجليزية)